# الريش (إقليم ميدلت)

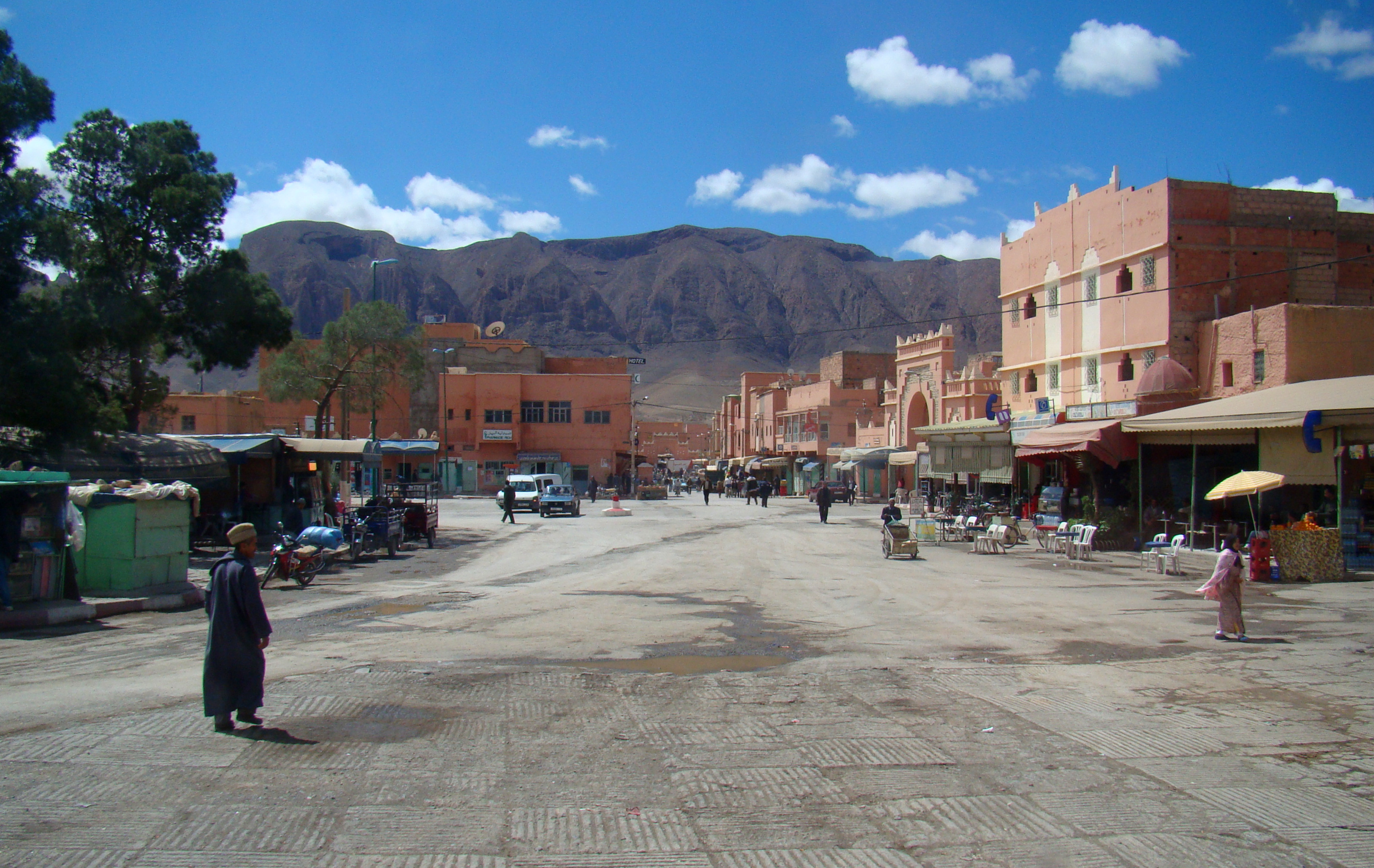
وسط البلدة

الريش (بالأمازيغية: ⴰⵔⵔⵉⵛ)  وتعني درع صخري أي ركامات من الأحجار، تأسست من طرف عشيرة أيت حاح و،من فرع أيت مومو الزدكَية تقع مدينة الريش في أول إمتداد الأطلس بين واد زيز وواد سيدي حمزة بين مدينتي الراشيدية (66كلم) و ميدلت (75).و تعتبر مفترقا للطرق التي تتجه نحو مكناس وواحة تافيلالت وإلى تنغير مارة بأسول وإملشيل. يتكلم أهل المدينة باللغة الأمزيغية. والريش إحدى الدوائر التابعة لإقليم ميدلت من جهة درعة تافيلالت، تأسست بها الجماعة الحضرية للريش سنة 1959 وتحولت إلى بلدية الريش سنة 1992 وتشمل حاليا حسب التقطيع الانتخابي الأخير 23 دائرة انتخابية.

## نشأتها
تأسست منذ الفرن 17 كقصر مر بعدة مراحل (من هدم و بناء)، إلى حدود القرن 20 عند دخول الاحتلال الفرنسي للقصر، تم سنة 1919 احدث مركز الريش ببناء معسكرات من طرف الاستعمار و حي لليهود و المسحيين ،تسهر على إتمام احتلال جبال الأطلس الكبير الشرقي،و تم استعمل نظم مجال البلدة وفق الثقافة المعمارية للمحيط الذي هو جزء من المعمار الأمازيغي للمنطقة التي تشتهر بالقصبات و القصور,حيث أخد كل العناصر المحلية ووظفها أحسن توظيف.

## سكانها
أغلب سكان مدينة الريش من قبيلة أيت إزدك، وعاصمتهم المركزية بعد مدينتي ميدلت و قصر السوق(الراشيدية)، لكن بعد تولي سنوات الجفاف في الثمنينات وعامل الهجرة القروية، بدأت تتوافد أفراد من القبائل المجاورة(آيت حديدو[ ؟ ]، آيت مرغاد[ ؟ ]، آيت سغروشن، فيلالين).

## آثــارها
توجد عدة مأثر تاريخية في المدينة على رأسها إغرم ن ريش(الريش أقديم) و الكنيسة الكاثوليكية في الحي المسيحي وبين المسجد والكنيسة يقع البياع اليهودي في الحي اليهودي، وضريح سيدي علي اسهلي.و النصب الذي يتمركز في مدخل المدينة القديم «تقويسة»  و البناء التجاري «القيسارية».

## المناخ
تتميزالريش بمناخ معتدل حار صيفا يميل الي بارد في فصل الشتاء، وتمتاز بنواحي جبلية رائعة أهمها جبل العياشي (تدرارت) الذي يبلغ ارتفاعه 3757 مترا.
تتميز التساقطات المطرية بعدم انتظامها في الزمان و المكان. ويتراوح المعدل السنوي ما بين60 و 340 ملم. و يلاحظ أن موجة الصقيع التي تخيم على المنطقة مابين شهري يناير و أبريل تشكل خطرا حقيقيا على المنتوجات الفلاحية. كما أن تساقط الثلوج خلال الفترة الممتدة من شهر دجنبر إلى أبريل تساهم في الرفع من مخزون المياه و توفرها خلال الصيف.
أما الرياح السائدة و القوية فتأتي من اتجاه الجنوب الشرقي خلال الصيف ومن الشمال الغربي خلال الخريف. وتحدث هذه الرياح أضرارا كبيرة بالمنتوجات خاصة بالفواكه.

## التربــة
بالنسبة لأنواع التربة الموجودة في المنطقة نجد التربة الطبيعية الرملية بنسبة %95 من مساحة الأراضي الصالحة للزراعة و الطينية بنسبة 5 % فقط من الأراضي المزروعة.

## مـوارد المياه
يوجد بمنطقة الريش ثلاثة أودية: وادي زيز ،وادي الزاوية، و وادي نزالة، في حين تشيرالإحصائيات إلى وجود 234 محطة الضخ و 16 عين.

## اقتصـــاديا
يعتبر مركز الريش ملتقى الأعراف للتبادل التجاري و الحضاري لمختلف القبائل المجاورة و تتمركز الأنشطة الرئيسية حول تربية المواشي و المراعي و الفلاحة. و تبين دراسة دخل السكان أنه يعتمد على التجارة و البناء و الصناعة التقليدية التي تمثل نسبة هامة من الدخل.
وتجدر الإشارة أن الفلاحة في مركز الريش تمتد بشكل كبير على ضفاف وادي زير و تتميز بتدرج و اختلاط الزراعات الأشجار المثمرة و الزراعات التحتية. ونلاحظ في هذا النظام تشتة كبير للملكية و الضيعات الفلاحية. أما تربية المواشي فهي تعتمد على الغنم و البقر بالنسبة للفلاحين المتوسطين و الكبار. ويبين الجدول التالي خاصيات الفلاحة في الجماعات القروية للريش.
بعد الاستقلال تمت تنمية الريش بفضل النمو الديموغرافي المتواصل و الهجرة القروية السريعة خصوصا بعد جفاف 1982 . وأدى هدا التطور إلى قيام بإنشاء تجهيزات كبيرة بالمنطقة

### الصناعــات الغــذائيــة
يعتبر تثمين المنتوجات الفلاحية الشغل الشاغل للفلاحين الميسورين بالمنطقة. لذلك أنشأت وحدة التبريد للحفاظ على التفاح تصل سعتها إلى 1600طن لتزويد الفنادق السياحية لميدلت و سيدي حمزة. ومع الأسف فإن هذه الوحدة لم تعد تشتغل. كما أن مركز الريش يتوفر على تعاونية للحليب التي تنتج فائضا يتم تسويقه بمدينة مكناس. فيما يخص قطاع الزيتون نجد زيادة على المعاصر التقليدية وحدة عصرية لطحن الزيتون مدعمة بوحدة شبه عصرية تم إدخالها من طرف المكتب الجهوي للاستثمار الفلاحي لتافيلالت كتجربة من أجل الرفع من مستوى استخلاص زيت الزيتون (1999-2000).

### الصنــاعة التقليديـة
يحظى مركز الريش بصناعة تقليدية متنوعة و غنية (الزربية و الجلباب) ويجب الحفاظ على هدا الإرث المكتسب باعتباره أحد عناصر التنمية الاقتصادية.و هناك عدة صناعات انقرضت في المنطقة كصناعة الفخار، الدباغة،ضياغة الحلي ....

## السياحة
إن الموقع الجغرافي لمنطقة الريش على ضفاف الأطلس الكبير يجعل منه موقعا سياحيا مهما، إلا أنه لم يستغل حتى الآن أضف إلى ذلك وجود هذه المدينة على الطرق المؤدية إلى إميلشيل حيث ينظم سنويا موسم المشهور سيدي حماد أومغني وطريق تالسينت و بين ميدلت و الراشيدية. حيث تعرف هاته المناطق التي تتواجد فيها تتنوع كبير من الإرث الثقافي المادي منه و المعنوي.
و تجدر الإشارة أن المؤهلات السياحية لمنطقة الريش توجد على شكلين :
٭ وجود عدد كبير من المآثر التاريخية و المؤهلات الطبيعية التي نذكر منها:
- حمامات مولاي علي الشريف (إداريا) أو عين الساخنة، تسمى عند سكان المنطقة حامّات إمغي = طريق الراشيدية
- حمامات مولاي هاشم (إداريا) أو عين الدافئة، تسمى عند سكان المنطقة حامّات لالة الشافية = طريق الراشيدية
- أغبالو ن لاربع أو عين الباردة = قرب قرية كراندو، طريق الراشيدية
- مضايف زيز = طريق الراشيدية
- أخبو ن زعبل = طريق الراشيدية
- قصبة عدي أوبيهي = طريق الراشيدية
- قصبات و قصور أخرى
- شلالات تيوزكين = طريق كرامة
- حديقة الحيوان في النزالة = طريق ميدلت
- جبل العياشي = طريق ميدلت
- زاوية سيدي حمزة = طريق ميدلت
- قصر زاوية سيدي بوكيل= طريق املشيل

٭ التظاهرات الاجتماعية و الدينية و السياحية:
- اكدود بمدينة الريش و المجموعة القروية تلليشت
- أكدود سيدي عبد المالك بقرية تامكورت
- هيلولة الحبر (رابي) إسحاق بوحصيرة المجموعة القروية تولال

٭ أخيرا في مركز الريش يوجد أربعة فنادق غير مصنفة و 10 مطاعم